# Anna Borchers
Anna Borchers (* 11. Juni 1870 in Königshütte/Schlesien; † 6. Oktober 1918 in Grünberg/Schlesien) war eine deutsche Kindergärtnerin, die das evangelische Kindergarten-(Kleinkinderschul-) und Hortwesen maßgebend beeinflusste.

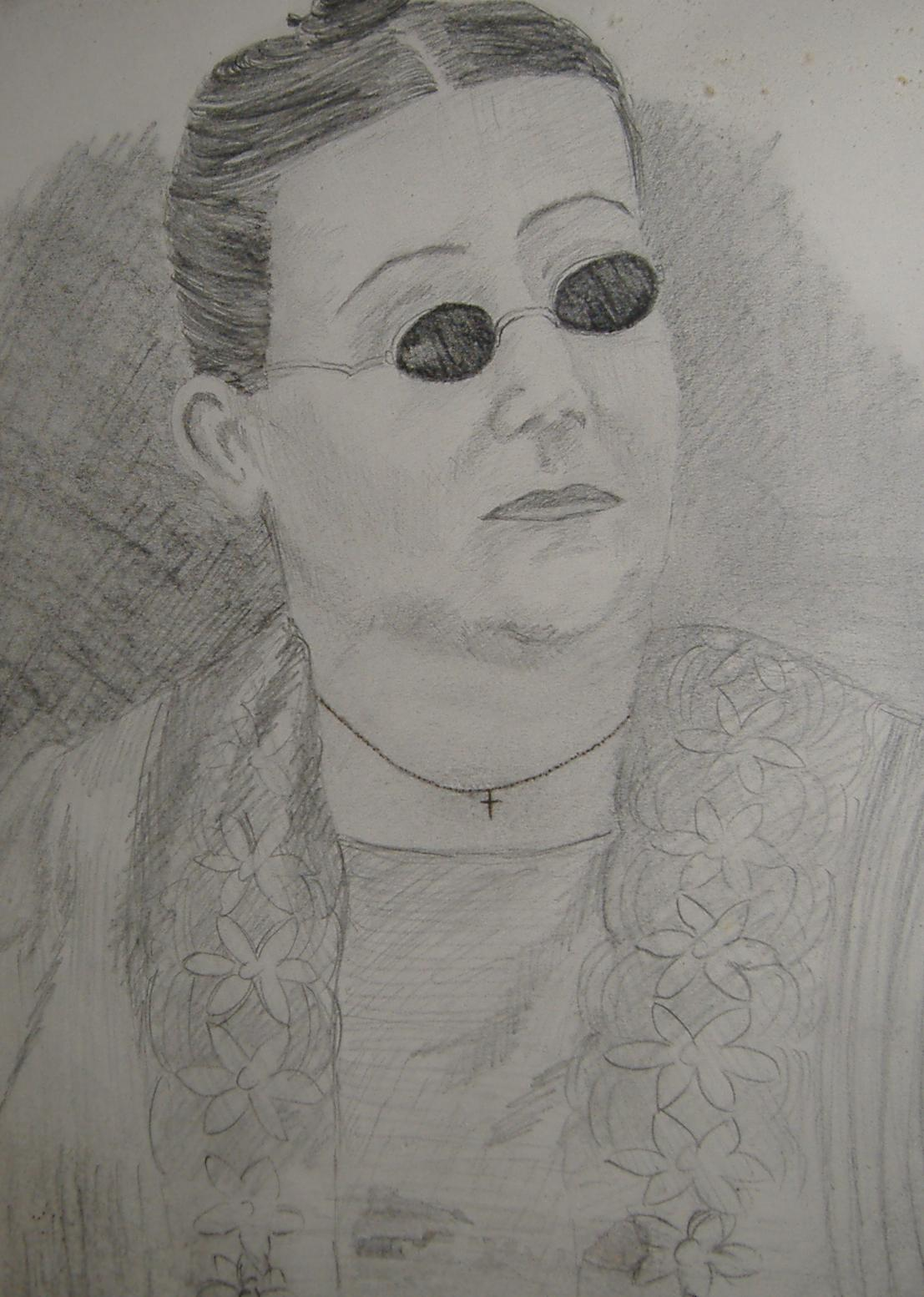
Anna Borchers; archiviert im Ida-Seele-Archiv

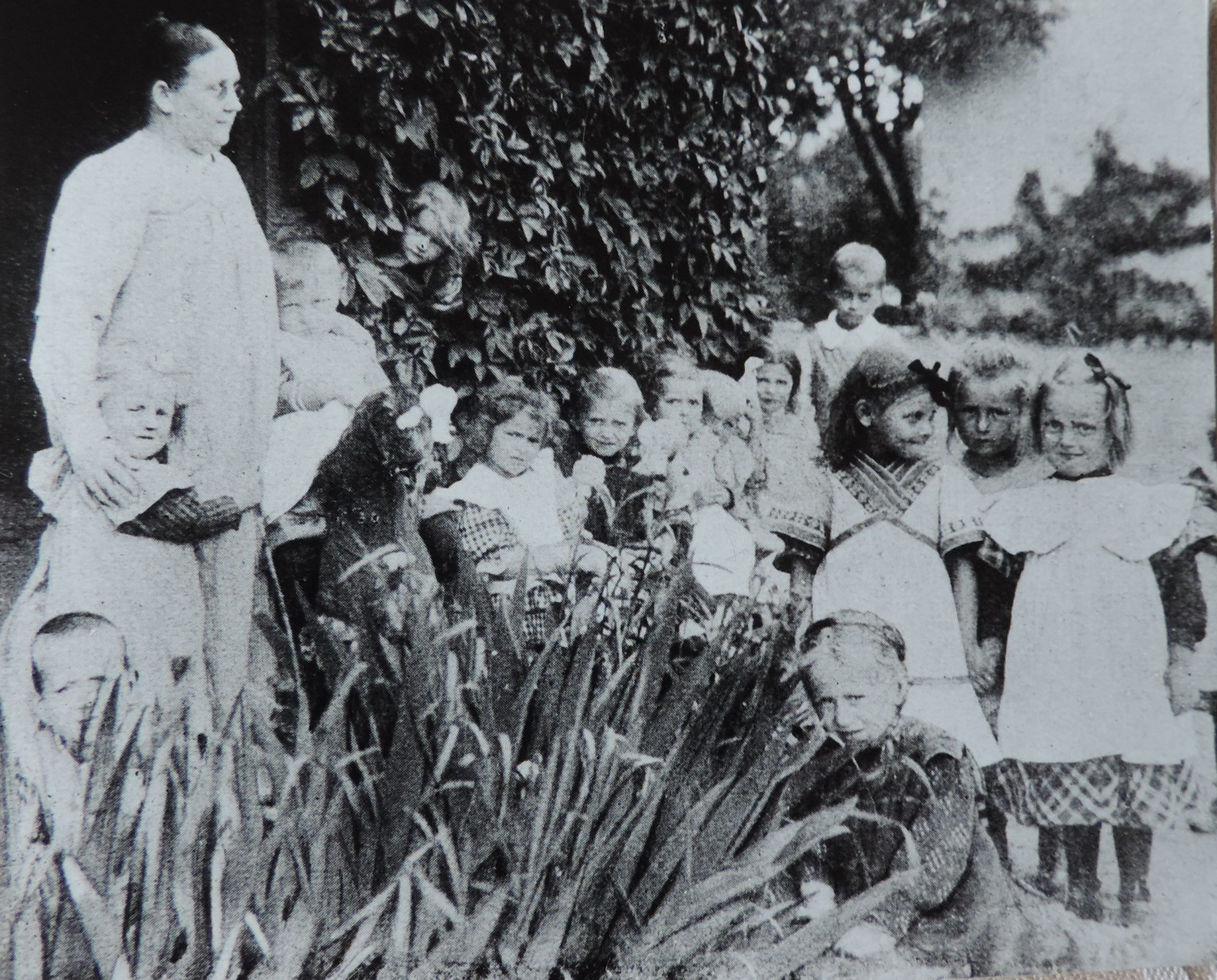
Anna Borchers im Kreise von Kindergartenkindern; archiviert im Ida-Seele-Archiv

## Leben und Wirken
Sie stammte aus einer kinderreichen, wenig begüterten Bergmannsfamilie. Trotz finanzieller Schwierigkeiten erhielt das musikalisch begabte Mädchen Gesangs- und Klavierunterricht. Im Alter von 15 Jahren traf Anna Borchers ein schwerer Schicksalsschlag, sie verlor das Augenlicht. Nach dem Besuch einer Blindenanstalt absolvierte sie in Breslau die Ausbildung zur Lehrerin. Im Alter von 23 Jahren übernahm sie das Amt einer Schwesternlehrerin im „Adalbert-Diakonissenmutterhaus“ in Kraschnitz/Schlesien. Dort bildete Anna Borchers theoretisch und praktisch die Diakonissen auf ihre Arbeit in evangelischen Kindergärten (Kleinkinderschulen) aus.
1901 ging sie nach Grünberg in Schlesien, wo eine neue Diakonissenanstalt, genannt „Bethesda“, errichtet wurde, und übernahm auch dort die Schulung der jungen Diakonissen. Unter ihrer Leitung entwickelte sich die Grünberger Diakonissenanstalt zu einer allumfassenden Stätte der Jugendwohlfahrt, die sich weit über Schlesien hinaus eines guten Rufes erfreute. Anna Borchers rief einen Kindergarten (Kleinkinderschule), einen Hort und eine Ausbildungsstätte für Kindergärtnerinnen (Kleinkinderschullehrerinnen) sowie Hortnerinnen ins Leben. Ihr besonderes Interesse galt der Institution Kindergarten (Kleinkinderschule), die sie eindeutig als „Erziehungsstätte“ interpretierte:
„Wie jede Kinderstube, so muß der Kindergarten eine Erziehungsstätte sein. Da erziehen heißt: alle angeborenen Kräfte des Kindes zu entwickeln, so muß auch im Kindergarten dieses Ziel erstrebt werden. Die körperlichen, geistigen und sittlichen Kräfte des Kindes sollen im Kindergarten in jeder Weise entwickelt werden“ (Borchers 1912, S. 50).
Ferner gründete Anna Borchers noch ein Kinderpflegerinnenseminar und ein Säuglingsheim, schließlich 1911 die Fachzeitschrift „Der Kinderhort“, die sie selbst über viele Jahre hinweg redigierte. Zudem verfasste sie viele Fachbücher, die seinerzeit hohe Anerkennung fanden. Noch kurz vor ihrem Tode publizierte sie ein Fachbuch, eines der ersten überhaupt, zur Hortpädagogik, das schnell zum Standardwerk avancierte: „Führer zur praktischen Arbeit im Kinderhort“. Darin forderte die Autorin:
„Der Hort soll, wie die Familie, eine häusliche Gemeinschaft bilden. Darum sollen auch Kinder zu allerlei häuslichen Verrichtungen wie daheim unter der Leitung der Mutter herangezogen werden. Wie in der Familie bei der Erziehung besonders der Schulkinder schon immer der Blick auf das spätere Leben gelenkt wird, so soll auch im Hort auf die spätere Tätigkeit der Kinder im Leben Bedacht genommen werden. Die Kinder sind darum zu allerlei Handtätigkeiten anzuhalten, die ihnen selbst Gelegenheit geben, sich zu üben, um ihre besonderen Aufgaben zu erkennen. Sie sollen auf sie Berufswahl und die Aufgaben nach der Schulentlassung hingewiesen werden“ (Borchers 1918, S. 9).
Anna Borchers ist (auch) ein anschauliches Beispiel für die politische Instrumentalisierung der Pädagogik, wie nachstehendes Zitat belegt. Bei Ausbruch des Ersten Weltkrieges schrieb sie unter der Überschrift „Krieg und Erziehung“:
„Als Erzieher zeigt sich der Krieg aber nicht nur am äußeren Menschen, seine tiefsten Wirkungen gehen auf das inwendige Leben: er führt das Herz vieler tausend Menschen wieder zu Gott und treibt so die höchste Erziehungsarbeit an unserem Volke. Wenn es immer unser höchstes Streben war, die uns anvertrauten Kinder wahrhaft religiös zu erziehen, sie in eine bewußte Beziehung zu Gott und dem Heiland zu führen, so haben wir jetzt an dem Krieg einen mächtigen Bundesgenossen“ (Borchers 1915, S. 2).
Im Gedenken an die evangelische Pädagogin wurde 1992 das „Anna-Borchers-Archiv“ gegründet, mit Sitz im „Elisabethenstift“ in Darmstadt.

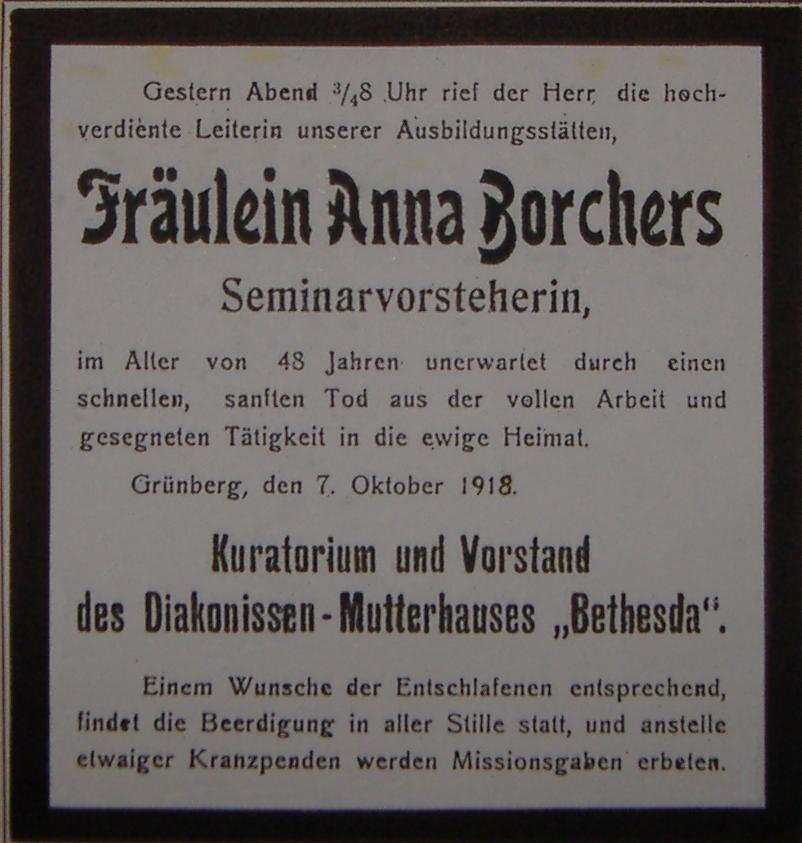
Todesanzeige; archiviert im Ida-Seele-Archiv

## Werke (Auswahl)
- Feststunden mit unseren Kleinen. Gedichte und Lieder für Kleinkinderschulen und Horte, Dresden 1905.
- Handreichung für die Erziehungsarbeit in Familie und Anstalt, Dresden 1907.
- Aus der Kinderstube in die Welt. Wege, die man mit den Kleinen gehen kann, Dresden 1910.
- Wegweiser für die praktische Arbeit in Kindergarten und Kleinkinderstube, Dresden 1912.
- Was jede Frau vom öffentlichen Leben wissen muß. Kurze Einführung in die Bürgerkunde, Dresden 1914.
- Krieg und Erziehung, in: Der Kinderhort 1915/H. 4, S. 1 ff.
- Führer zur praktischen Arbeit im Kinderhort, Dresden 1918.